# تونی شو
تونی شو (چینی: 徐迅؛ زادهٔ ۱۹۸۵ (۳۹–۴۰ سال)) کارآفرین اهل ایالات متحده آمریکا است، که در سال ۲۰۰۸ شرکت دوردش را تأسیس کرد.